# Advantest
Advantest Corporation (株式会社 アドバンテスト, transl. Kabushiki Gaisha Adobantesuto)  é uma fabricante de equipamentos de teste automático (ATE) para a indústria de semicondutores e fabricante de instrumentos de medição utilizados na concepção, produção e manutenção dos sistemas eletrônicos, incluindo equipamento de comunicações de fibra óptica e sem fios e produtos de consumo digitais. Possuí sua sede em Tóquio. Advantest foi fundada no Japão em 1954 como Takeda Riken Industry Co. A companhia entrou no negócio de teste de semicondutores em 1972, começando a ser negociados na bolsa de Tóquio em 1983 mudando seu nome então para Advantest Corporation em 1985.
Para o exercício vindo de 31 de março de 2009, a empresa registrou um prejuízo de ¥ 74,9 bilhões sobre uma receita de ¥ 76,7 bilhões (780 milhões dólares americanos). Para o exercício vindo em 31 de março de 2010, a empresa perdeu ¥ 11,5 bilhões sobre uma receita de ¥ 53,2 bilhões.

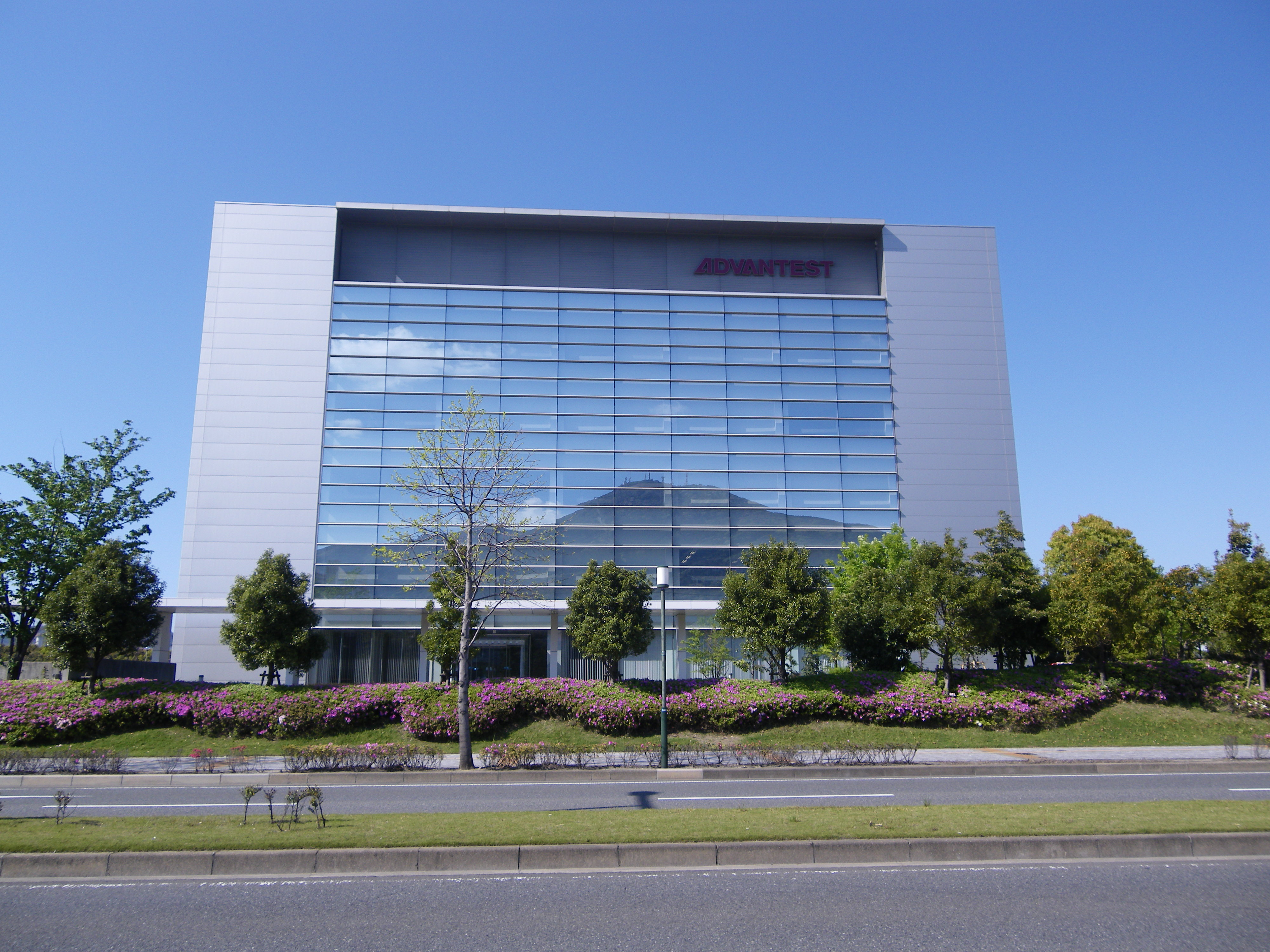
Advantest Kitakyushu R&D Center